# مات كاراغر
مات كاراغر (بالإنجليزية: Matt Carragher)‏ هو لاعب كرة قدم بريطاني في مركز الدفاع، ولد في 14 يناير 1974 في ليفربول في المملكة المتحدة، وتوفي في 29 ديسمبر 2016 بسبب سرطان. لعب مع بورت فايل وماكليسفيلد تاون وويغان أتلتيك.

## وصلات خارجية
- مات كاراغر على موقع قاعدة بيانات كرة القدم.إي يو (الإنجليزية)
- مات كاراغر على موقع Soccerbase.com (لاعب) (الإنجليزية)